# Квантове число
Ква́нтове число́ — індекс, який приписується стану квантової системи для його ідентифікації. Здебільшого квантові числа мають додаткове фізичне значення. Фізичний стан може характеризуватися не одним, а кількома квантовими числами. Натуральне число, що характеризує певний стан квантової системи: енергію, форму або орієнтацію орбіталі, спін частинки. Може бути додатним або від'ємним, цілим або напівцілим числом (у випадку спіну).

## Приклади та класифікація
Стан електронів у елементарному атомі водню визначається чотирма квантовими числами:
- Головним (n), що дорівнює кількості енергетичних рівнів в атомі, вказує на можливості запасти енергію. Можливі 7 енергетичних рівнів, від 1 до 7. Співвідноситься з періодом у таблиці хімічних елементів.
- Орбітальним (l), що вказує на кількість можливих енергетичних підрівнів і форму електронних орбіталей. l=0, 1, 2, ... (n-1). Можливі 5 форм орбіталей: s, p, d, f, g.
- Магнітним (m), що вказує на кількість енергетичних комірок на кожному енергетичному підрівні. m=-l, ... 0, ... +l; m=2l+l
- Спіновим (s), що вказує на внутрішню симетрію електронів в кожній комірці (напрямок обертання). Може приймати значення +1/2 та -1/2.

У кристалічному твердому тілі одноелектронні стани характеризуються такими квантовими числами:
- номером зони
- квазіімпульсом
- спіном

## Правила відбору і закони збереження
У фізичних процесах квантові системи переходять із одного стану в інший. При цьому квантові числа змінюються. Проте, існують обмеження на зміну квантових чисел, які в атомній фізиці називають правилами відбору.
Відповідно, елементарні частинки у фізиці елементарних частинок характеризують певними квантовими числами: парністю, ароматами тощо. Обмеження на зміни цих квантових чисел у різноманітних процесах накладають закони збереження.